# Franciszek Korszyński
Franciszek Salezy Korszyński (ur. 19 stycznia 1893 w Ręcznie, zm. 3 listopada 1962 w Otwocku) – polski duchowny rzymskokatolicki, doktor nauk teologicznych, rektor Wyższego Seminarium Duchownego we Włocławku w latach 1939–1948, biskup pomocniczy włocławski w latach 1946–1962.

## Życiorys
Urodził się 19 stycznia 1893 w Ręcznie. Pierwotnie nazywał się Krupa, zmiany nazwiska dokonał w 1931. W zakresie szkoły średniej kształcił się w Piotrkowie Trybunalskim, a następnie w Niższym Seminarium Duchownym we Włocławku, gdzie złożył egzamin dojrzałości. W latach 1910–1915 odbył studia filozoficzno-teologiczne w Wyższym Seminarium Duchownym we Włocławku. 25 lipca 1915 został wyświęcony na prezbitera przez biskupa Stanisława Zdzitowieckiego. W latach 1916–1919 studiował w szwajcarskim Fryburgu, uzyskując licencjat z teologii, a w latach 1922–1924 pogłębiał studia teologiczne w Instytucie Katolickim w Paryżu, gdzie otrzymał doktorat. Ponadto na Sorbonie zdobył dyplom nauczyciela języka francuskiego w zakresie szkoły średniej.
Po powrocie do kraju ze studiów licencjackich podjął pracę we Włocławku jako wikariusz i prefekt w szkołach powszechnych. W latach 1920–1922 pełnił funkcję dyrektora włocławskiego Niższego Seminarium Duchownego. W czasie studiów w Paryżu był kapelanem w zakładzie Sióstr Miłosierdzia św. Kazimierza. W Wyższym Seminarium Duchownym we Włocławku wykładał teologię moralną, ascetyczną i mistyczną, pastoralną, homiletykę i język francuski, ponadto od 1925 pełnił funkcję ojca duchownego, a w latach 1939–1948 piastował urząd rektora. Od 1925 był moderatorem Stowarzyszenia Charystów Diecezji Włocławskiej (organizacji doskonalącej kapłanów), a od 1938 opiekunem Zgromadzenia Sióstr Wspólnej Pracy od Niepokalanej Maryi. W latach 1928–1929 redagował „Ateneum Kapłańskie”.
W listopadzie 1939 wraz z biskupem Michałem Kozalem, profesorami seminarium i alumnami został aresztowany przez niemieckich okupantów. Był więziony we Włocławku, Lądzie, Inowrocławiu, Poznaniu, Berlinie, Halle, Weimarze i Norymberdze, w końcu w kwietniu 1941 został osadzony w obozie koncentracyjnym w Dachau. Wyzwolony przez wojska amerykańskie w kwietniu 1945, wraz z klerykami wyjechał do Paryża, gdzie studenci VI roku zostali wyświęceni na kapłanów. Do Polski wrócił w maju 1946. Wspomnienia z obozu zawarł w książce Jasne promienie Dachau (1957).
2 maja 1946 został mianowany biskupem pomocniczym diecezji włocławskiej ze stolicą tytularną Orisa. Święcenia biskupie otrzymał 29 czerwca 1946 w bazylice katedralnej Wniebowzięcia Najświętszej Maryi Panny we Włocławku. Konsekrował go Karol Radoński, biskup diecezjalny włocławski, któremu asystowali Stefan Wyszyński, biskup diecezjalny lubelski, i Stanisław Czajka, biskup pomocniczy częstochowski. Na zawołanie biskupie wybrał słowa „Caritas Christi urget nos” (Miłość Chrystusa przynagla nas). Po śmierci biskupa Karola Radońskiego w marcu 1951 kapituła katedralna włocławska wybrała go na wikariusza kapitulnego. Wybór kapituły został unieważniony, ponieważ wcześniej biskupem koadiutorem diecezji został mianowany Antoni Pawłowski, ale nominacja ta nie została dotąd ogłoszona. Nowy ordynariusz ze względu na sprzeciw władz państwowych nie mógł samodzielnie objąć rządów w diecezji, dlatego do października 1953 zarządzał diecezją włocławską jako jego wikariusz generalny wyposażony w specjalne uprawnienia. Był to czas nasilonych ataków władzy komunistycznej na Kościół, funkcjonariusze Służby Bezpieczeństwa dezorganizowali pracę kurii diecezjalnej, aresztując i przesłuchując pracujących w niej księży.
Był współkonsekratorem podczas sakry biskupa pomocniczego chełmińskiego Bernarda Czaplińskiego (1948), biskupa pomocniczego łódzkiego Jana Fondalińskiego (1957) i biskupa pomocniczego warszawskiego Bronisława Dąbrowskiego (1962).
Zmarł 3 listopada 1962 w szpitalu w Otwocku, gdzie przebywał na kuracji zdrowotnej. 6 listopada 1962 został pochowany w podziemiach katedry włocławskiej.

## Odznaczenia
W 1948 nadano mu Krzyż Komandorski Orderu Odrodzenia Polski.